# Rybníky (okres Znojmo)
Obec Rybníky (německy Ribnik) se nachází v okrese Znojmo v Jihomoravském kraji. Žije zde 452 obyvatel.

## Historie
Obec Rybníky leží na řece Rokytné. Historie Rybníků se datuje před rokem 1200. S postupným uvolňováním nevolnictví získává obec vlastní samosprávu, rychtáře a obecní pečeť, která je z roku 1712. Po založení politického a soudního okresu Mor. Krumlov v roce 1850, jsou Rybníky samosprávnou obcí až do roku 1980, kdy byly v rámci integrace připojeny k Mor. Krumlovu. Od roku 1990 jsou Rybníky samosprávně samostatné.
Jméno obce pochází od mnoha rybníků, které byly v minulosti v okolní krajině. Jeden z nich se jako jediný zachoval přímo ve vesnici.
Z historického hlediska je nejzajímavější kaple sv. Markéty, která stojí zcela osaměle uprostřed hřbitova, který je asi 1 km od obce směrem k Mor. Krumlovu. Na místě kaple stával kdysi kostelík pocházející z 13. století. Jelikož o kostel nebylo pečováno, hrozilo sesutí kostelní věže, takže nakonec byl z části zbořen a presbytář byl upraven na kapli.
Jednou z významných událostí je privilegium, které obdržela obec Rybníky dne 17. ledna 1708, jako poloviční právo svobodného nálevu vína.  Potvrzeno bylo starou pečetí, která nese nápis "Ribnicka pecziet"
Dominantní budovou obce je barokní mlýn. Současná budova byla postavena v roce 1804. Vystřídala se celá řada nájemců, která byla ukončena Janem Drápalem, podle něhož se i mlýn nazývá.
Obci vévodí kostel, který se začal stavět 16. dubna 1877. Patroni kostela jsou sv. Cyril a Metoděj. Rozpočet a plán na stavbu kostela vyhotovil pan Reischl z Mor. Krumlova na 9 734 zlatých. Již 25. července 1877 byl kostel vysvěcen.
Velmi zajímavou historii má i škola. V obci se začalo vyučovat v roce 1750. První budova školy byl domek čp. 86, který dnes již neexistuje. Později byla postavena nová škola v roce 1823, ve které v současné době nachází obecní úřad a knihovna obce. Dnešní škola se začala stavět roku 1895 a v tomtéž roce v říjnu byla dokončena. Po druhé světové válce byla škola přebudována do dnešní podoby a pro malý počet dětí byla v roce 1978 uzavřena. Od roku 1990 se opět v obci vyučuje a rovněž je nová budova po rekonstrukci, včetně přístavby s celkovými náklady 1,8 mil. Kč.
V obci je též mateřská škola, která byla postavena v roce 1969.
V roce 1957 byl postaven kulturní dům, který dnes slouží k příležitostným akcím.
Sbor dobrovolných hasičů byl založen 28. března 1898.

## Pamětihodnosti
- kostel svatého Cyrila a Metoděje
- kaple/kostel svaté Markéty
- boží muka
- socha svatého Jana Nepomuckého
- vodní mlýn č.p. 1

## Znak a prapor
Dne 5. března 2004 byl udělen obci její vlastní znak a prapor.
Znak
Ve zlato-modře polceném štítě vpravo černé zkřížené ostrve provázené nahoře osmihrotým křížem, dole hvězdou, obojí červené. Vlevo stříbrný procesní patriarší kříž provlečený korunou a obtočený stonkem vinné révy vpravo se dvěma listy, vlevo se dvěma hrozny, vše zlaté.
Pečeť
Privilegium, které obdržela obec Rybníky dne 17. ledna 1708, je poloviční právo svobodného nálevu vína. Potvrzeno bylo starou pečetí, která nese nápis "Ribnicka pecziet"
Vlajka
List tvoří pět svislých pruhů, žlutý, modrý, žlutý, červený a žlutý, v poměru 3:4:1:1:1. V žerďovém pruhu pod sebou červený osmihrotý kříž, zkřížené černé ostrve a červená šesticípá hvězda. V modrém pruhu bílý procesní patriarší kříž provlečený korunou a obtočený stonkem vinné révy, na žerďové straně se dvěma listy a na vlající straně se dvěma hrozny, vše žluté. Poměr šířky k délce listu je 2:3.

## Galerie

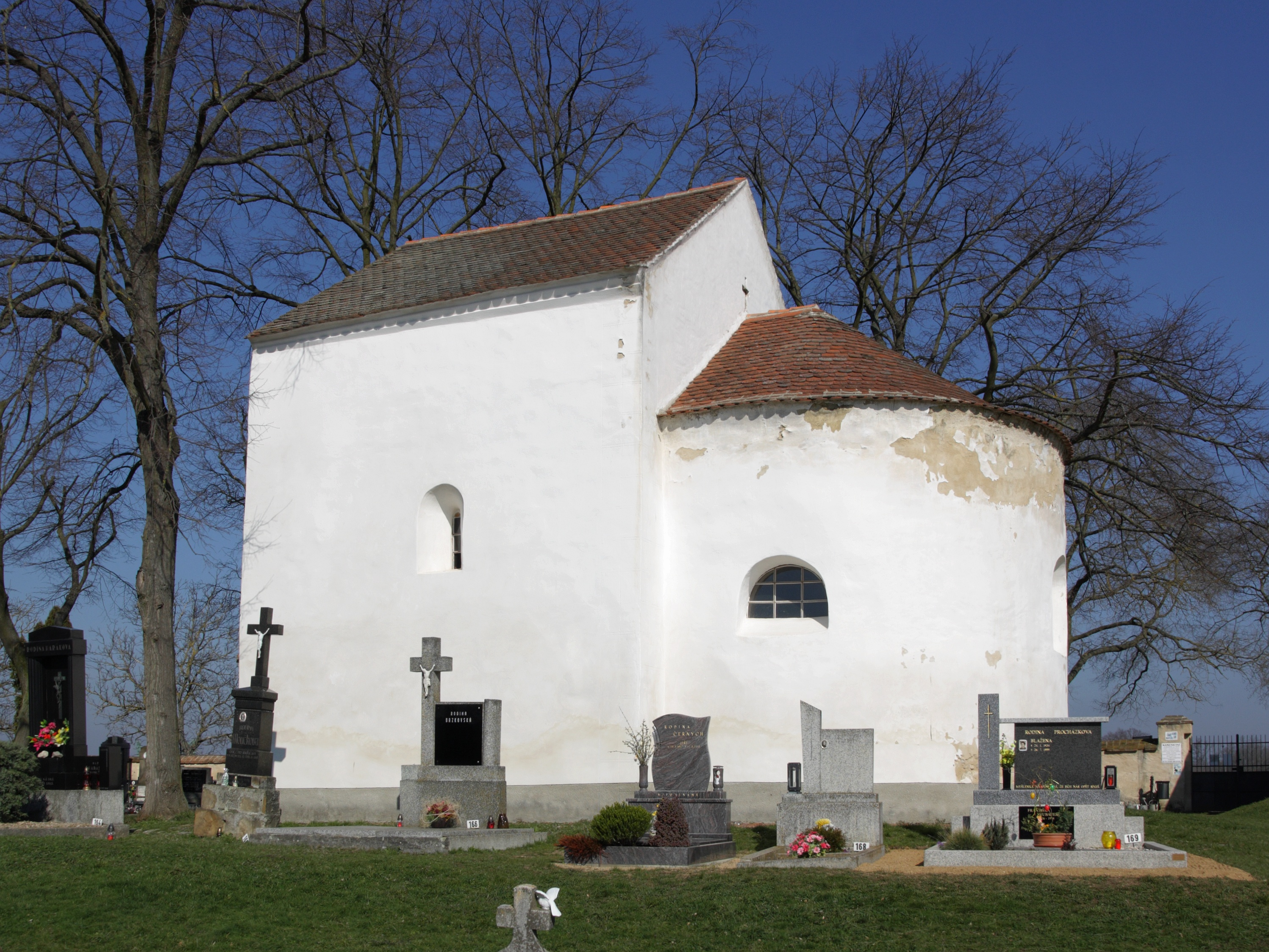
Kaple svaté Markéty
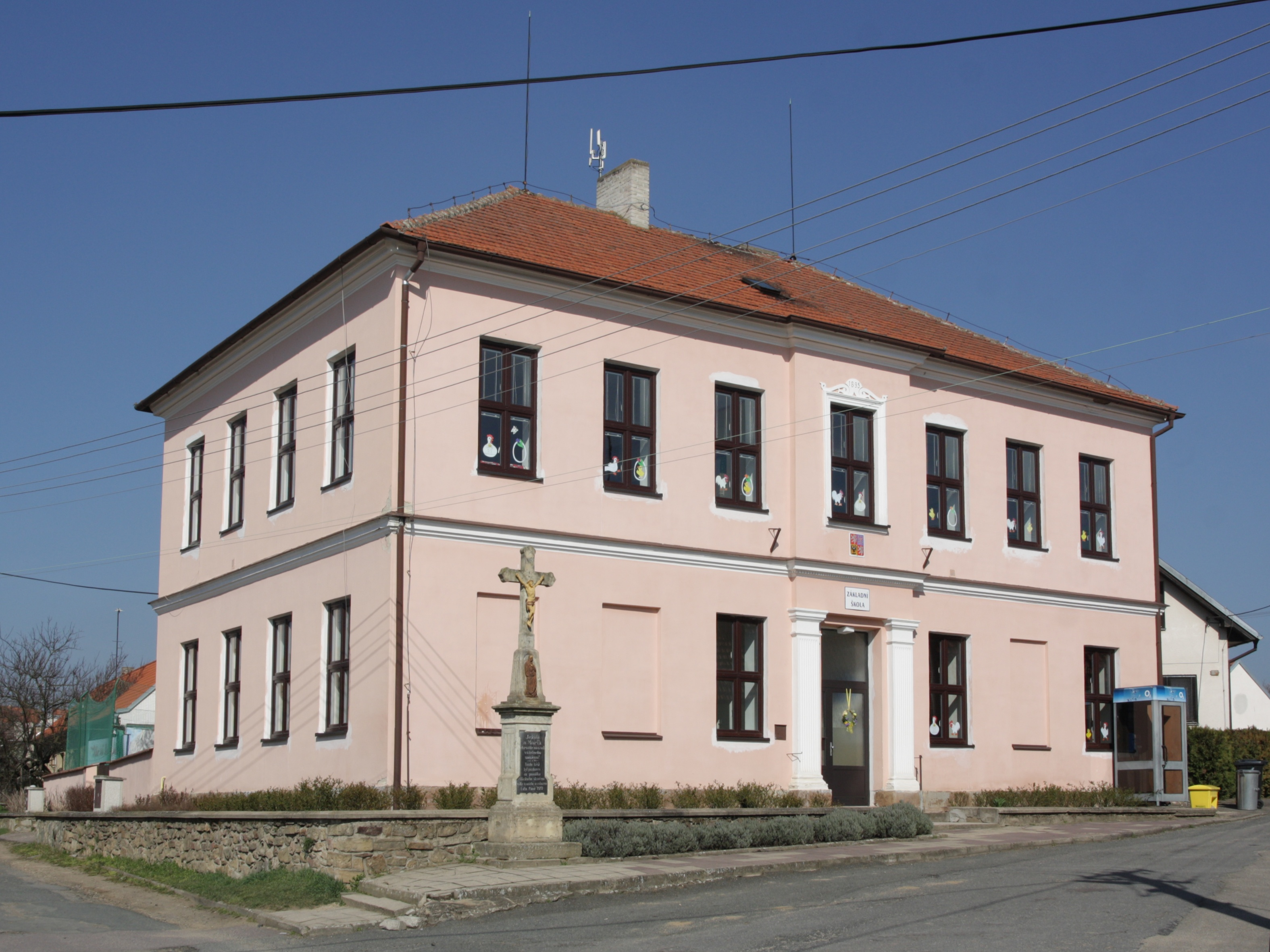
Základní škola
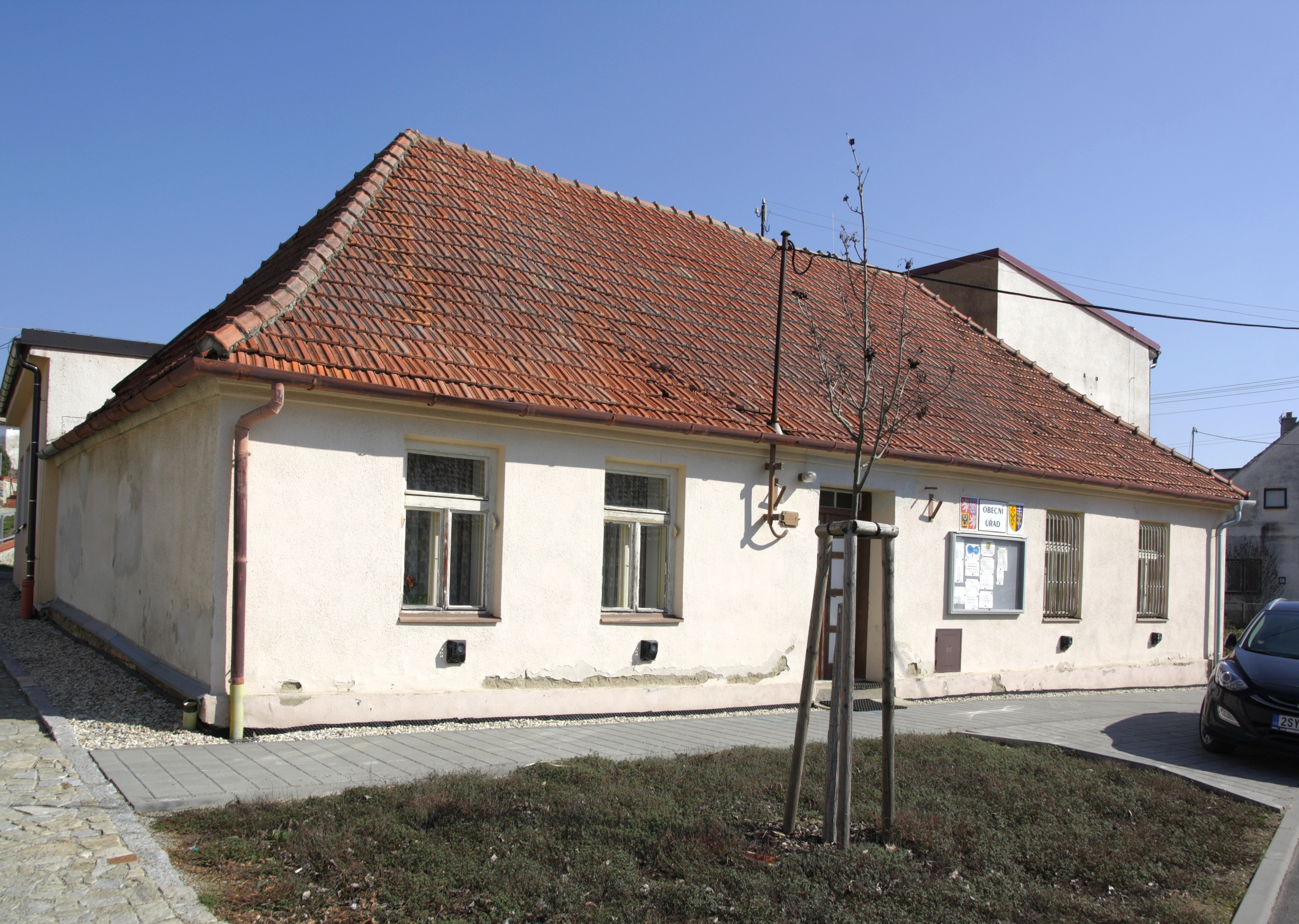
Obecní úřad